# Drucklufttauchgerät

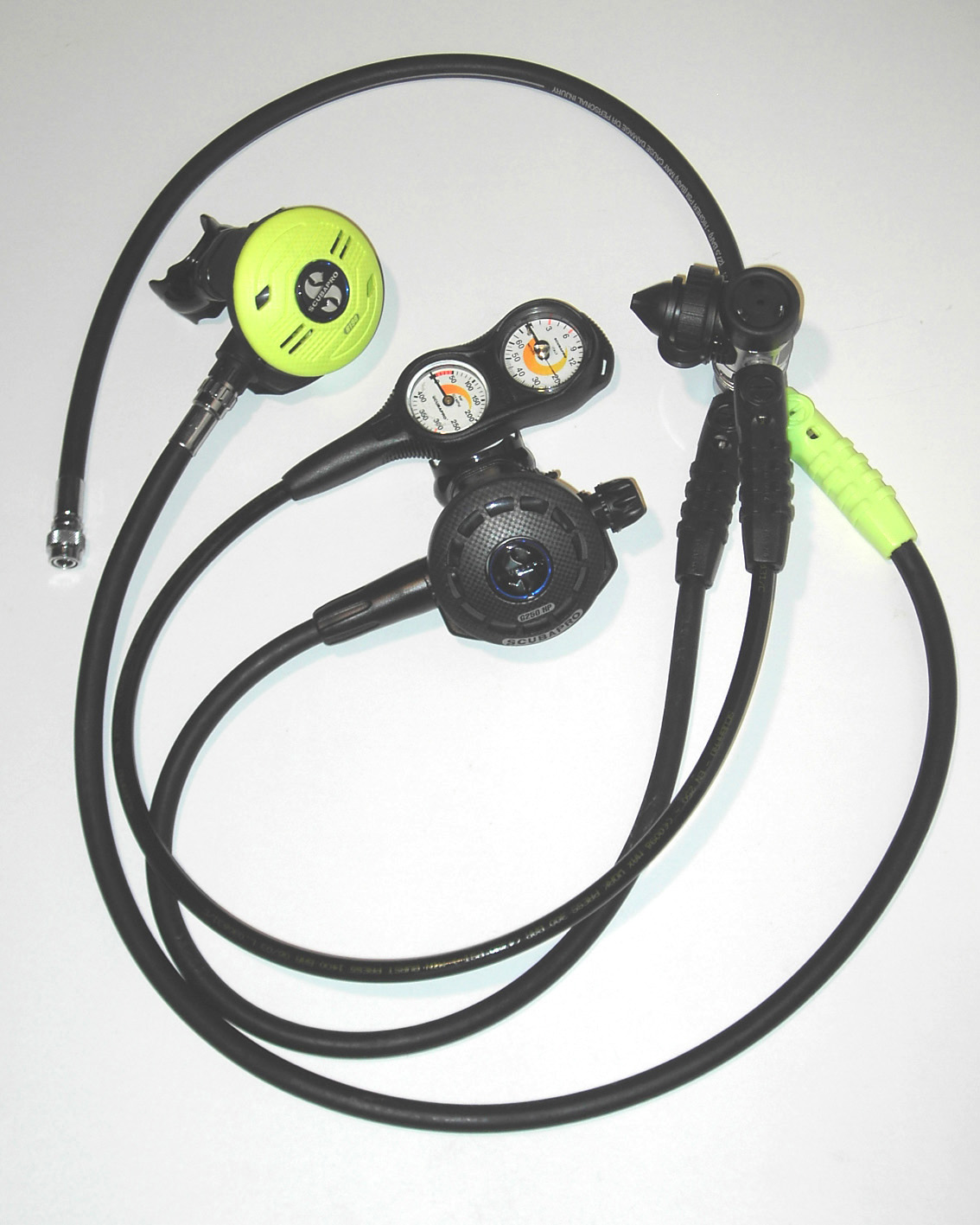
Erste Stufe (rechts außen), Atemregler (schwarz), Oktopus (gelb), Finimeter (hier mit Tiefenmesser), Inflatorschlauch (für Tarierweste (Jacket, B.C.D.) oder Trockentauchanzug)

Das Drucklufttauchgerät (DTG), auch Presslufttauchgerät oder englisch Scuba (Akronym für Self-contained Underwater Breathing Apparatus) genannt, ist elementarer Bestandteil der Tauchausrüstung beim Tauchen – sowohl beim Berufstauchen als auch beim Sporttauchen.
Es versorgt den Taucher mit dem Atemgas. Dies kann normale, komprimierte Luft (Druckluft oder Pressluft genannt) oder ein anderes atembares verdichtetes Gasgemisch sein. Das Drucklufttauchgerät besteht aus einer Druckluftflasche und einem Atemregler mit meist vorgeschaltetem Druckminderer. Die erste Stufe, der Druckminderer, reduziert den Flaschendruck (in der Regel maximal 200 bis 300 bar) auf einen konstanten Mitteldruck. Dieser liegt in einem Bereich zwischen 4 und 15 bar, abhängig vom jeweiligen System. Die zweite Stufe, der Atemregler, reduziert wiederum den Mitteldruck, tiefenabhängig auf knapp über den Umgebungsdruck. Zusätzliche Bestandteile des Drucklufttauchgeräts können sein:
- Tauchmaske (wenn sie als Vollgesichtsmaske mit der Luftzufuhr verbunden ist), die eine Atmung durch das Mundstück am Atemregler ermöglicht.
- Oktopus, eine zusätzlich vorhandene parallele zweite Stufe für Notfälle.
- Inflatorschlauch für die Versorgung der Tarierweste.
- Wenn nötig ein Luftschlauch, für die Versorgung eines Trockentauchanzugs.
- Finimeter,[1] um den Flaschendruck anzuzeigen.
- Drucksender eines drahtlosen, luftintegrierten Tauchcomputers, auch Transponder genannt.
- Luftintegrierter, schlauchgebundener Tauchcomputer.

Vor allem im englischsprachigen Raum ist dieses Gerät auch unter dem Begriff Scuba bekannt. Scuba ist ein englisches Akronym für Self-Contained Underwater Breathing Apparatus (deutsch: „Autonomes Unterwasser-Druckluft-Atemgerät“ oder „in sich geschlossenes Unterwasser-Atemgerät“) und wurde 1939 durch die US Navy geprägt. Ursprünglich bezeichnete SCUBA die Kreislauftauchgeräte der Kampfschwimmer. Später wurde die Abkürzung immer mehr ein Synonym für Presslufttauchgeräte. Im Gegensatz zum Frei- oder Apnoetaucher, Schnorchler oder oberflächenversorgtem Taucher hat der Scuba-Diver seinen Luftvorrat in einer Pressluftflasche dabei, aus der er mit Hilfe eines Atemreglers atmen kann. Scuba-Diver ist heute eine übliche Bezeichnung für Sport- oder Gerätetaucher.